# Симоняк Микола Павлович
Микола Павлович Симоняк (1901–1956) — радянський воєначальник, Герой Радянського Союзу (10.02.1943). Генерал-лейтенант (22.02.1944).

## Молодість та громадянська війнав Росії

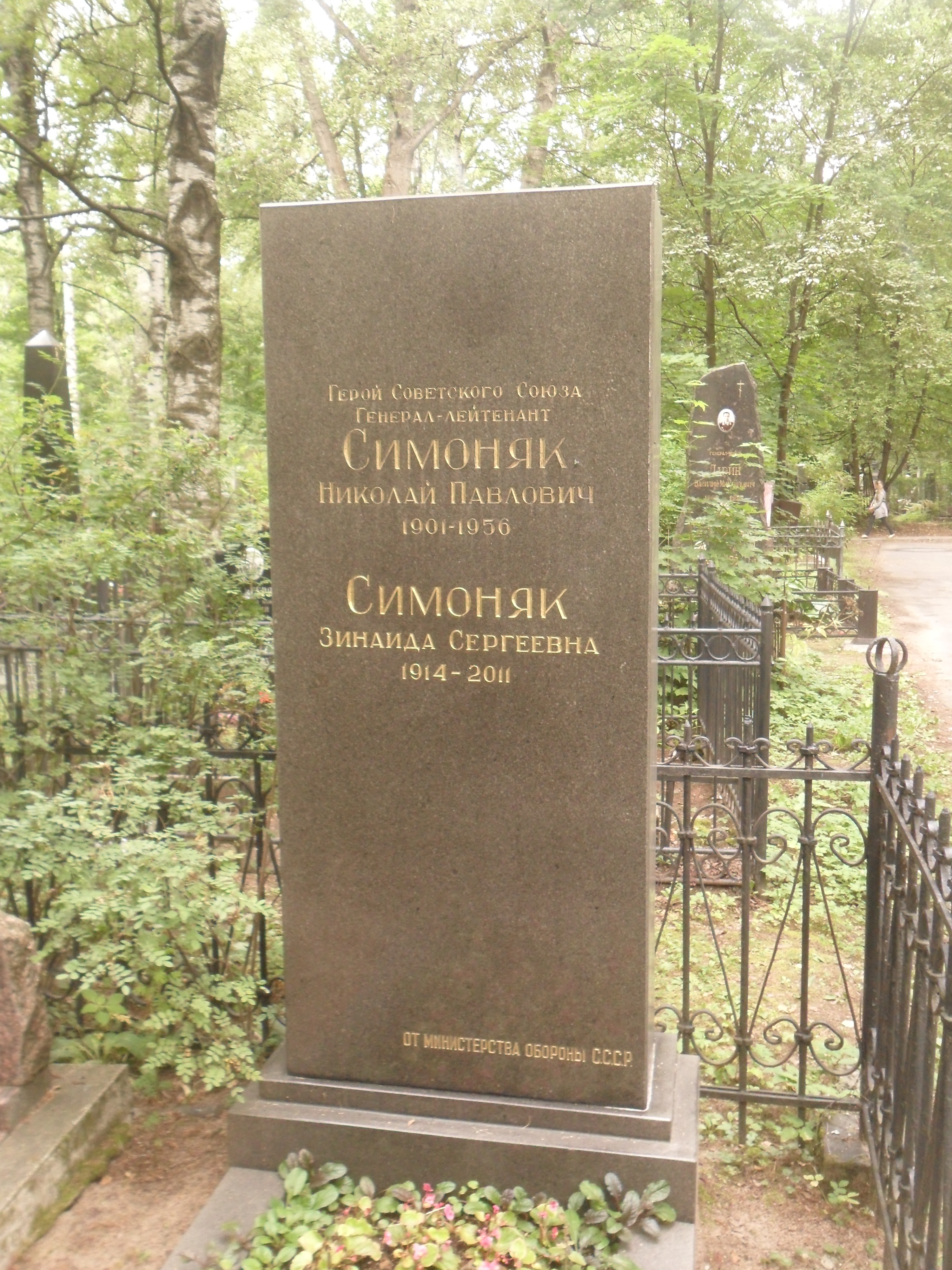
Могила Симоняка на Богословському цвинтарі Санкт-Петербурга

Народився 17 лютого 1901 року в селі Березівка Прилуцького повіту Полтавської губернії Російської імперії. У 1905 році через безземелля та неврожаю сім'я переїхала до станиці Теміжбекської на Кубані. Там у 1914 році закінчив двокласне училище. Батрачив.
У Червоній Армії з 1 травня 1918 року спочатку вступив до Гулькевичського партизанського загону, потім служив бійцем і кінним розвідником 154-го Дербентського революційного стрілецького полку 11-ї армії. Брав участь у Громадянській війні в Росії на Кубані, Ставропіллі та на Північному Кавказі проти Добровольчої армії. Після перемоги військ А. Денікіна над червоними військами на Північному Кавказі та відходу червоних на Волгу наприкінці 1918 року пройшов з полком шлях від Владикавказу до Астрахані. Відразу після походу перехворів на висипний тиф. Після одужання повернувся до свого полку, перейменованого у лютому 1919 року в 292-й Дербентський стрілецький полк 33-ї Кубанської стрілецької дивізії. У цьому полку в 1919 пройшов з боями назад від Астрахані до Кубані, закінчивши похід в Новоросійську. У боях був двічі поранений. За службу Миколи Симоняка у Червоній Армії місцеві козаки у 1919 році вбили його батька. Навесні 1920 року посланий на навчання на 6-і Рязанські кавалерійські курси, звідки в червні переведений на 18 Самарські підготовчі курси.

## Міжвоєнний час
У 1921 році закінчив ці курси, і відразу був направлений вчитися далі на 10-ті новочеркаські командні курси, які закінчив у 1922 році. З листопада 1922 року служив у 83-му кавалерійському полку 14-ї Майкопської кавалерійської дивізії 1-ї Кінної армії в Північно-Кавказькому військовому окрузі (з 1924 року — в Московському військовому окрузі): командир відділення, помічник командира взвода, командир взвода дивізіонної школи. У вересні 1924 року дивізія була розформована, Симоняк був переведений до 59-го кавалерійського полку 10-ї Майкопської кавалерійської дивізії Московського ВО, де був командиром взводу, помічником командира ескадрону, помічником начальника полкової школи, командиром ескадрону. У 1929 році закінчив кавалерійські курси удосконалення комскладу РСЧА в Новочеркаську.
З лютого 1931 року — інструктор верхової їзди у Військовій академії РСЧА імені М. В. Фрунзе. В 1932 сам став слухачем цієї академії, і закінчив її в 1935 році. Далі служив у Ленінградському військовому окрузі: начальник частини штабу 30-ї кавалерійської дивізії, заступник начальника Групи контролю при Військовій раді округу. У липні 1938 призначений заступником начальника 1-го відділу Управління по командно-начальницькому складу РККА, у вересні того ж року повернуто до Групи контролю при Військовому раді Ленінградського ВО, де став виконуючим посаду її начальника.

## Друга світова війна
Учасник радянсько-фінської війни 1939—1940 років. З грудня 1940 по березень 1942 — командир 8-ї окремої стрілецької бригади. Бригада розміщувалася на острові Ханко, переданому у найм Радянському Союзу від Фінляндії за підсумками війни. Зробив великий внесок у створення потужної оборони на Ханко, що сприятливо позначилося після початку нової війни.
Брав участь в обороні півострова Ханко з червня 1941 року. Під його командуванням бригада надійно захищала сухопутну ділянку фронту, разом із моряками Балтійського флоту вела боротьбу з фінською армією за прилеглі до Ханко острови. У листопаді-грудні 1941 року бригада була евакуйована з Ханко до Ленінграда.
З березня 1942 по березень 1943 року командував 136-ю стрілецькою дивізією, сформованою на Ленінградському фронті на базі 8-ї стрілецької бригади. Дивізія входила до складу 23-ї та 55-ї армій Ленінградського фронту, брала участь в обороні Ленінграда, у тому числі в Синявінській наступальній операції.
Командир 136-ї стрілецької дивізії (67-а армія, Ленінградський фронт) генерал-майор Н. П. Симоняк особливо відзначився при прориві блокади Ленінграда (Операція «Іскра»). Наступаючи на головному напрямі удару фронту, дивізія в найважчих боях прорвала суцільну багатокілометрову оборону супротивника в так званому Шліссельбурзькому виступі (який радянські війська з осені 1941 безуспішно намагалися прорвати не менше 5 разів), і вранці 18 січня першою з'єдналася з наступом й ударної армії Волховського фронту За мужність і героїзм воїнів дивізії у цих боях вона була перетворена на 63-ту гвардійську стрілецьку дивізію.
За зразкове виконання бойових завдань Командування на фронті та виявлені при цьому відвагу та геройство Указом Президії Верховної Ради СРСР від 10 лютого 1943 року генерал-майору Симоняку Миколі Павловичу присвоєно звання Героя Радянського Союзу з врученням ордена Леніна і медалі «Золота Зірка».
З березня 1943 — командир 30-го гвардійського стрілецького корпусу. Корпус брав участь у боях під Синявино та Мгою, у січні 1944 року брав участь у Красносільсько-Ропшинській наступальній операції, потім наступав на Нарвському напрямку, у червні — у Виборзькій наступальній операції, у серпні — у Талліннській наступальній операції.
З жовтня 1944 до березня 1945 року — командувач 3-ї ударної армією 2-го Прибалтійського фронту (у грудні 1944 року армія передано на 1-й Білоруський фронт). Брав участь у блокаді Курляндського угруповання противника, у Висло-Одерській та Східно-Померанській наступальній операціях.
З березня 1945 року до кінця війни — командувач 67-ї армії Ленінградського фронту. Армія брала участь у боротьбі проти блокованих на Курляндському півострові німецьких військ.
24 червня 1945 року генерал-лейтенант М. Симоняк брав участь у історичному Параді Перемоги у Москві Червоної площі, маршируючи у першому ряду зведеного полку Ленінградського фронту, який вів Маршал Радянського Союзу Л. Говоров.

## Післявоєнний період
У жовтні 1945 року армію було розформовано. У листопаді цього року генерал Симоняк був призначений командиром 30-го гвардійського стрілецького корпусу в Ленінградському військовому окрузі. З вересня 1948 року — у відставці через хворобу.
Жив у Ленінграді. Помер 1956 року. Похований на Богословському цвинтарі, але кенотаф є на Кладовище у селищі Пісочний Курортного району Санкт-Петербурга.
Мав дочку Людмилу.

## Військові звання
- Капітан (1936)
- Майор (1938)
- Полковник (21.03.1940)
- Генерал-майор (7.10.1941)
- Генерал-лейтенант (22.02.1944)

## Нагороди
- Медаль «Золота Зірка» № 558 Героя Радянського Союзу (10.02.1943);[4]
- три ордени Леніна (6.02.1942, 10.02.1943, 21.02.1945);
- три ордена Червоного Прапора (22.02.1938, 3.11.1944, 24.06.1948);
- Орден Суворова І ступеня (22.06.1944);
- орден Кутузова І ступеня (05.10.1944);
- Орден Суворова ІІ ступеня (21.02.1944);
- орден Червоної Зірки (11.04.1940);
- медалі;
- іноземні нагороди

## Пам'ять
- Ім'я М. Симоняки носять вулиці в Санкт-Петербурзі, Виборзі, у станиці Теміжбекська Кавказького району Краснодарського краю.
- Ім'я М. Симоняки носить МБОУ «Середня загальноосвітня школа № 18» станиці Теміжбекська.
- У муніципальному закладі «Ульянка» при школі № 223 Санкт-Петербурга є музей 63-ї гвардійської стрілецької дивізії.